# Rebel Never Gets Old
Rebel Never Gets Old è un singolo del cantautore britannico David Bowie, pubblicato nel 2004.
Si tratta di un mash-up delle canzoni Rebel Rebel (1974) e Never Get Old (2004) realizzato dal produttore discografico britannico Mark Vidler, anche noto con l'alter ego Go Home Productions.

## Tracce
1. Rebel Never Gets Old (Radio Mix)
2. Rebel Never Gets Old (7th Heaven Edit)
3. Rebel Never Gets Old (7th Heaven Mix)
4. Days (Album version)